# José Zacarías Antonio
José Zacarías Antonio Beletzuy (né le 15 mars 1982 à Guatemala City au Guatemala) est un joueur de football international guatémaltèque, qui évolue au poste de milieu de terrain.

## Biographie

### Carrière en sélection
Avec l'équipe du Guatemala, il joue 17 matchs (pour aucun but inscrit) entre 2003 et 2005. Il figure notamment dans le groupe des sélectionnés lors des Gold Cup de 2003 et de 2005.

## Palmarès
Xelaju MC
- Championnat du Guatemala (1) :
  - Champion : 2007 (Clôture).